# Narda van Terwisga
Meinarda Maria Klasina „Narda“ van Terwisga (* 24. August 1919 in Apeldoorn; † 31. Mai 1997 ebenda) war eine niederländische Widerstandskämpferin gegen die deutsche Besatzung ihres Landes während des Zweiten Weltkriegs.

## Biographie

### Im Widerstand
Narda van Terwisga war die ältere von zwei Töchtern einer reformierten Lehrerfamilie. Nach dem Abschluss der Schule machte sie Sekretariats- und kaufmännische Ausbildungen sowie in Maschinenschreiben und Stenografie in Niederländisch, Englisch, Deutsch und Französisch. Anschließend hatte sie verschiedene Arbeitsstellen inne und führte zudem ein Institut zur Unterrichtung in Kurzschrift und Maschinenschreiben.
1943 gründete Narda van Terwisga die Widerstandsgruppe Vrije Groep Narda und agierte unter den Decknamen mejuffrouw Jansen, mejuffrouw van Laar und mejuffrouw de Beer. Die Gruppe leistete Kurierdienste, half Juden und anderen untergetauchten Menschen sowie den Besatzungsmitgliedern abgeschossener alliierter Flugzeuge, fälschte Personalausweise und Lebensmittelkarten.

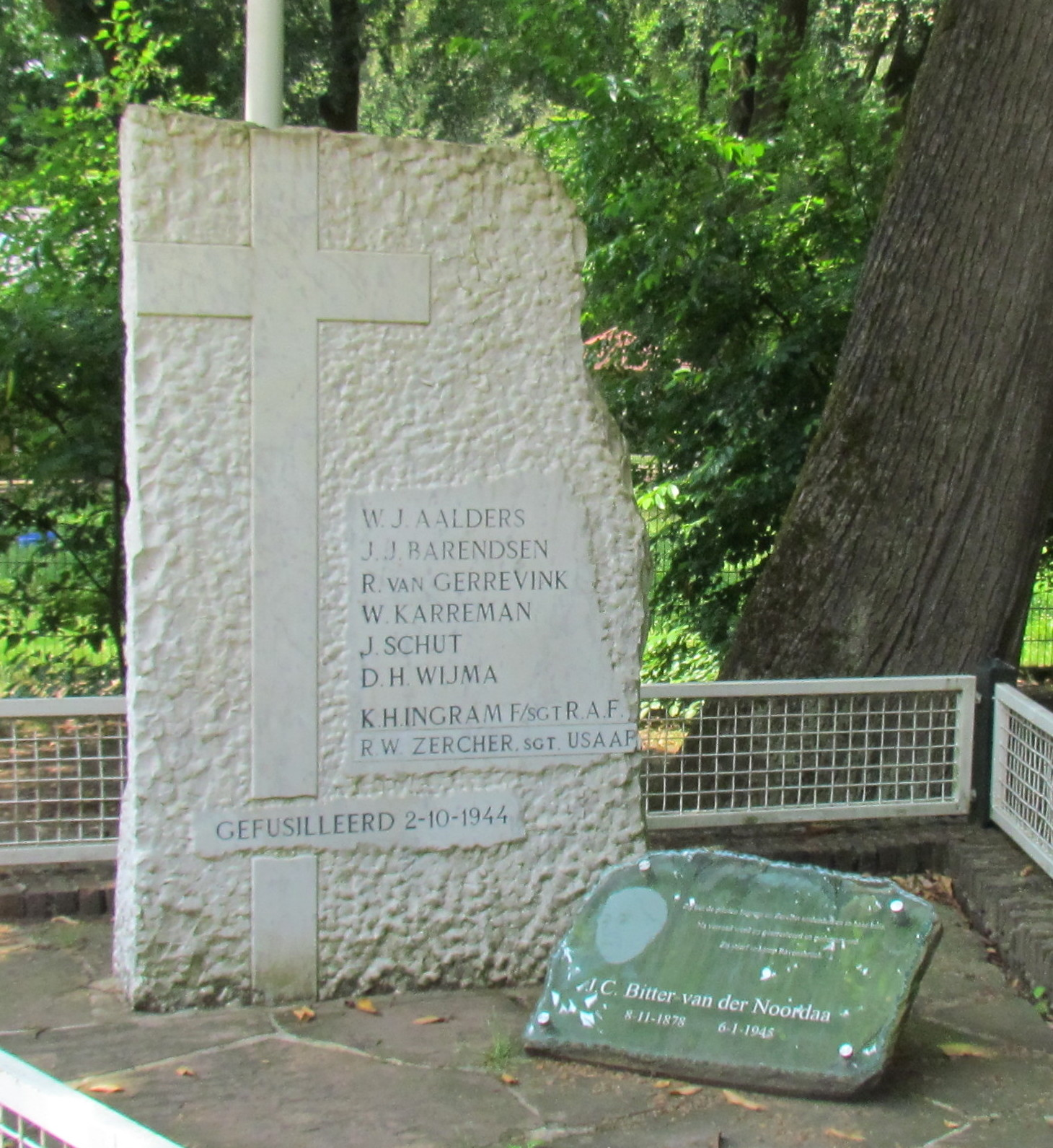
Gedenksteine für die hingerichteten Widerstandskämpfer, die zwei alliierten Flieger und für Juliana Bitter in Apeldoorn

Anfang Juli 1944 nahm Willem l’Ecluse, ein 21-jähriger Buchhalter aus Amsterdam, am Institut von Terwisga Schreibunterricht. Auf van Terwisgas Veranlassung hin entfernte er die Namen von Personen, die für einen Arbeitseinsatz in Frage kamen, aus den Listen der niederländischen Arbeitsverwaltung. Jedoch notierte er auch die Adressen und Namen der Widerstandskämpfer sowie die Nummer der Schusswaffe von van Terwisga in einem Heft. Nachdem L’Ecluse mit Deutschen gesehen worden war und eine Beziehung zu einem Mädchen hatte, das der NSB angehörte, ließ van Terwisga ihn keine Aufgaben mehr für die Gruppe erledigen. Am 29. September 1944 verriet er die Mitglieder der Vrije Groep Narda an den deutschen Sicherheitsdienst (SD). Bei einer Hausdurchsuchung in van Terwisgas Elternhaus fanden die SD-Offiziere Waffen und Munition. Sie verhafteten Narda van Terwisga und weitere Widerstandskämpfer sowie die 65-jährige Juliana Bitter van der Noordaa, in deren Haus zwei alliierte Piloten versteckt waren. Bitters Sohn Joop war ein Mitglied der Gruppe, konnte entkommen und überlebte das Kriegsende in Verstecken.
Am 2. Oktober wurden sechs Widerstandskämpfer der Gruppe sowie die entdeckten Flieger von den Deutschen auf dem Gelände von Het Apeldoornsche Bosch hingerichtet. Ihre Leichname, die Schilder mit der Aufschrift „Terrorist“ um den Hals trugen, wurden an verschiedenen Stellen in Apeldoorn öffentlich ausgestellt, um die Bevölkerung einzuschüchtern.
Narda von Terwisga selbst verbrachte einige Zeit im Gefängnis in Bentheim. Später wurde sie in verschiedene Konzentrationslager und zuletzt gemeinsam mit Juliana Bitter nach Ravensbrück deportiert, wo Juliana Bitter am 6. Januar 1945 starb.

### Nach dem Krieg
Anfang April 1945 gehörte Narda von Terwisga zu den Häftlingen, die noch vor der Befreiung des Lagers Ravensbrück vom Roten Kreuz nach Schweden gebracht wurden. Als sie nach Apeldoorn zurückkehrte, wurde ihr zu Ehren eine Gedenktafel errichtet. Im August 1945 besuchte sie Willem l’Ecluse im Gefängnis, der ihr seinen Verrat gestand. Später versuchte er, sich mit widersprüchlichen Aussagen zu entlasten. Er wurde vom Bijzonder Gerechtshof in Zutphen zum Tode verurteilt; die Strafe wurde später in eine lebenslange Freiheitsstrafe umgewandelt, und nach 13 Jahren im Gefängnis wurde er entlassen. Nach seiner Entlassung soll er gemeinsam mit seiner Frau in Zutphen eine Drogerie eröffnet haben.
Für den Rest ihres Lebens litt Narda von Terwisga unter den physischen und psychischen Folgen ihrer KZ-Aufenthalte, bei denen sie auch gefoltert worden war; sie galt als schwerbehindert. Sie fühlte sich schuldig am Tod der hingerichteten acht Männer sowie an dem von Juliana Bitter, da sie den Verräter in die Gruppe gebracht hatte. Ab 1946 verbrachte sie jährlich einige Zeit in der Schweiz und sorgte zwischen 1946 und 1953 mit Unterstützung von Stiftungen und aus eigenen Mitteln dafür, dass auch andere Widerstandskämpfer zur Erholung dorthin reisen konnten. Schließlich benötigte sie ständige Pflege und lebte ab 1988 bei ihrer Schwester in Apeldoorn. Gegen Ende ihres Lebens litt sie zunehmend unter Misstrauen, Depressionen, Kopfschmerzen und Herzbeschwerden und sah andere Menschen als Feinde. 1994 brach sie sogar den Kontakt zu ihren Mithäftlingen aus Ravensbrück ab. Am 31. Mai 1997 starb sie in einem Pflegeheim in Apeldoorn. Sie wurde auf dem Friedhof Heidehof in Ugchelen beigesetzt.

## Ehrungen
Nach Kriegsende erhielt Narda van Terwisga zahlreichen Auszeichnungen und Ehrungen. Wegen ihrer Rettung von alliierten Piloten erhielt sie die US-amerikanische Medal of Freedom sowie die britische King’s Medal for Courage in the Cause of Freedom. Als „unerschrockene Frau“ wurde sie mit dem niederländischen Orden Bronzener Löwe ausgezeichnet und mit dem Verzetsherdenkingskruis.
Am 22. April 2016 wurde im Verzetsstrijderspark in Apeldoorn ein Denkmal für Narda van Terwisga enthüllt. Am 31. Oktober 2017 beschloss der Stadtrat von Apeldoorn, eine Straße in einem neuen Wohngebiet nach ihr zu benennen.